# مساواتية راديكالية
المساواتية الراديكالية هي نظرية سياسية ترتبط بالأفكار المتعلقة بالميول التفاؤلية، والاقتراحات القائلة بأن الأمريكيين ينبغي عليهم العمل في مجتمع متعدد الأعراق، وأن المواطنين ينبغي عليهم استخدام النشاط والإصلاح الاجتماعي داخل المؤسسات الحالية.